# Aeroportul Balıkesir
Aeroportul Balıkesir (IATA: BZI, ICAO: LTBF) este un aeroport din Balıkesir, Provincia Balıkesir, Turcia ce deservește zona Balıkesir. Aeroportul a fost tranzitat în 2021 de 0 pasageri. A fost deschis în 1998.
Situat la o altitudine de 104 m, aeroportul dispune de o singură pistă. Este operat de General Directorate of State Airports (Turkey)⁠(d).